# Valle Grande
Valle Grande è un comune (comisión municipal in spagnolo) dell'Argentina, appartenente alla provincia di Jujuy, capoluogo del dipartimento omonimo.
In base al censimento del 2001, nel territorio comunale dimorano 552 abitanti, di cui 528 nella cittadina capoluogo del comune.